# Oligonychus newcomeri
Oligonychus newcomeri är en spindeldjursart som först beskrevs av McGregor 1950.  Oligonychus newcomeri ingår i släktet Oligonychus och familjen Tetranychidae. Inga underarter finns listade i Catalogue of Life.